# Tye Harvey
Tye Harvey (ur. 25 września 1974) – amerykański lekkoatleta, skoczek o tyczce.

## Osiągnięcia
- srebrny medal halowych mistrzostw świata (Lizbona 2001)

## Rekordy życiowe
- skok o tyczce (stadion) – 5,80 (2000 oraz 2001 oraz 2004)
- skok o tyczce (hala) – 5,93 (2001)